# Lophocampa albescens
Lophocampa albescens är en fjärilsart som beskrevs av Rothschild 1909. Lophocampa albescens ingår i släktet Lophocampa och familjen björnspinnare. Inga underarter finns listade i Catalogue of Life.